# تپه اطراف شهر سوخته ۲۳۴
تپه اطراف شهر سوخته ۲۳۴ مربوط به هزاره سوم قم است و در شهرستان زابل، بخش شیب آب، دهستان لوتک، روستای حومه شهر سوخته، ۱۱ کیلومتری جنوب غرب پایگاه باستان‌شناسی شهر سوخته واقع شده و این اثر در تاریخ ۲۰ اسفند ۱۳۸۵ با شمارهٔ ثبت ۱۸۰۹۰ به‌عنوان یکی از آثار ملی ایران به ثبت رسیده است.